# Cochlidium rostratum
Cochlidium rostratum är en stensöteväxtart som först beskrevs av William Jackson Hooker, och fick sitt nu gällande namn av William Ralph Maxon och Carl Frederik Albert Christensen. Cochlidium rostratum ingår i släktet Cochlidium och familjen Polypodiaceae. Inga underarter finns listade.